# لورانس جيليارد جونيور
لورانس جيليارد جونيور (بالإنجليزية: Lawrence Gilliard Jr.)‏ مواليد 22 سبتمبر 1971 في نيويورك، هو ممثل أمريكي بدأ مسيرته الفنية سنة 1989.

## الأعمال

### أفلام
- موني ترين (1995)
- عصابات نيويورك (2002)
- الميكانيكي (2004) (بدور: جاكسون)
- سلوك مخزي (2014)

### مسلسلات
- سي اس آي: نيويورك (2005)
- القانون والنظام: النية الإجرامية (2005) (بدور: إدي روبرتس)
- نمبرز (2006)
- أضواء ليلة الجمعة (2010) (بدور: إيلدين)
- اكذب علي (2010)
- لونغماير (2013) (بدور: بورك)
- الموتى السائرون (2013)
- الإبتدائية (2015)
- ذا غود وايف (2015)

## وصلات خارجية
- لورانس جيليارد جونيور على موقع IMDb (الإنجليزية)
- لورانس جيليارد جونيور على موقع ألو سيني (الفرنسية)
- لورانس جيليارد جونيور على موقع قاعدة بيانات الفيلم (الإنجليزية)
- لورانس جيليارد جونيور على موقع كينوبويسك (الروسية)
- LawrenceGilliardJr.com